# Мартенски иди
Мартенските иди (на латински: Idus Martias, Idus Martiae) в римския календар са на 15 ден на римския месец Мартиус (Martius). Идите са на 15-ия ден за месеците март, май, юли и октомври.
Мартенските иди е ден за почит на бог Марс и се прави военен парад.
Днес този ден е познат с убийството на Гай Юлий Цезар на 15 март 44 пр.н.е.
Според Плутарх авгурът Тит Вестриций Спурина предупреждава Цезар през деня преди неговото убийство: „Пази се от Мартенските иди“ („Cave Idus Martias“). Този израз днес е синоним за предстоящо нещастие.